# Cebrio corsicus
Cebrio corsicus là một loài bọ cánh cứng trong họ Cebrionidae. Loài này được Jacquelin du Val miêu tả khoa học năm 1860.